# Nosan
Nosan je priimek več znanih Slovencev:
- Aleš Nosan, novinar
- Anton Nosan (1922 - 2012). geolog
- Anton Nosan, lončar v Ribnici
- Maja Nosan, TV-novinarka
- Matic Nosan, diplomirani konservator-restavrator (prvi naglušni)